# Enda Stevens
Enda John Stevens (Dublín, 9 de julio de 1990) es un futbolista irlandés. Juega de defensa y se encuentra sin equipo tras abandonar el Stoke City F. C.
Es internacional absoluto con la selección de Irlanda desde 2018.

## Selección nacional
Ha representado a Irlanda en la categoría sub-21. 
Debutó con la selección de Irlanda el 2 de junio de 2018, en un amistoso contra Estados Unidos que Irlanda ganó por 2-1 en el Estadio Aviva.

## Clubes
| Club                            | País       | Año       |
| ------------------------------- | ---------- | --------- |
| UCD A. F. C.                    | Irlanda    | 2008      |
| St Patrick's Athletic F. C.     | Irlanda    | 2009      |
| Shamrock Rovers F. C.           | Irlanda    | 2010-2011 |
| Aston Villa F. C.               | Inglaterra | 2012-2015 |
| Notts County F. C. (cesión)     | Inglaterra | 2013      |
| Doncaster Rovers F. C. (cesión) | Inglaterra | 2013-2014 |
| Northampton Town F. C. (cesión) | Inglaterra | 2014      |
| Doncaster Rovers F. C. (cesión) | Inglaterra | 2014-2015 |
| Portsmouth F. C.                | Inglaterra | 2015-2017 |
| Sheffield United F. C.          | Inglaterra | 2017-2023 |
| Stoke City F. C.                | Inglaterra | 2023-2025 |

## Palmarés

### Títulos nacionales
| Título                    | Club                  | País       | Año     |
| ------------------------- | --------------------- | ---------- | ------- |
| Premier League de Irlanda | Shamrock Rovers F. C. | Irlanda    | 2010    |
| Premier League de Irlanda | Shamrock Rovers F. C. | Irlanda    | 2011    |
| Setanta Sports Cup        | Shamrock Rovers F. C. | Irlanda    | 2011    |
| EFL League Two            | Portsmouth F. C.      | Inglaterra | 2016-17 |